# Гіперспектральне зображення

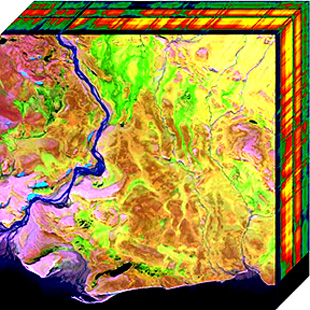
Двовимірна проєкція гіперспектрального кубу

Гіперспектральне зображення, як і інші методи спектрального зображення, збирає і обробляє інформацію про електромагнітний спектр. Задачею гіперспектрального зображення є отримати спектр для кожного пікселя зображення сцени, з метою знаходження об'єктів, визначення матеріалів, або здійснення процесів розпізнавання. Є два основні види спектральних зображень. Є спосіб отримання зображення за типом лінійного сканера, які зчитують зображення за деякий час, і такі, що дозволяють отримати моментальний знімок з використанням масивів, що генерують зображення в одну мить.
В той час як око людини сприймає кольори видимого світла в основному трьох смуг спектру (довгі хвилі — сприймаються як червоний, середні хвилі — сприймаються зеленими, а короткі хвилі — синіми), спектральне зображення поділяє спектр на багато більшу кількість смуг. Ця методика поділу зображення на смуги може використовувати спектри за межами видимого. В гіперспектральному зображенні, записані спектри мають чітку роздільну здатність відповідно до довжин хвиль і охоплюють широкий діапазон довжин хвиль. Гіперспектральне зображення вимірює неперервні спектральні смуги, на відміну від мультиспектрального зображення яке вимірює розділені спектральні смуги.
Гіперспектральні сенсори і системи обробки їх даних будують для застосувань в астрономії, сільському господарстві, біомедичній інженерії, геології, фізиці і спостереженні. Гіперспектральні сенсори дивляться на об'єкт у широкій смузі електромагнітного спектру. Конкретні об'єкти залишають унікальні 'відбитки' в електромагнітному спектрі, відомі як спектральні підписи. Ці 'відбитки' дозволяють ідентифікувати матеріали з яких складається сканований об'єкт. Наприклад, спектральні підписи нафти дозволяють геологам знайти нові родовища нафти.

## Застосування
Гіперспектральне дистанційне зондування використовується в широкому спектрі застосувань. Спершу цей напрям розвивався для гірничодобувної промисловості та геології (здатність гіперспектрального зображення ідентифікувати різні мінерали, зробило його ідеальним засобом для гірничодобувної і нафтової промисловості, де його використовують для пошуку родовищ нафти і руди),. Згодом воно поширилося на багато інших областей діяльності, таких як екологія і спостереження, а також історичне дослідження рукописів. Ця технологія дедалі більше стає доступною для громадськості. Такі організації як NASA і USGS мають каталоги спектральних підписів для багатьох мінералів, і опублікували їх онлайн, щоб зробити доступними для дослідників.

### Мінералогія

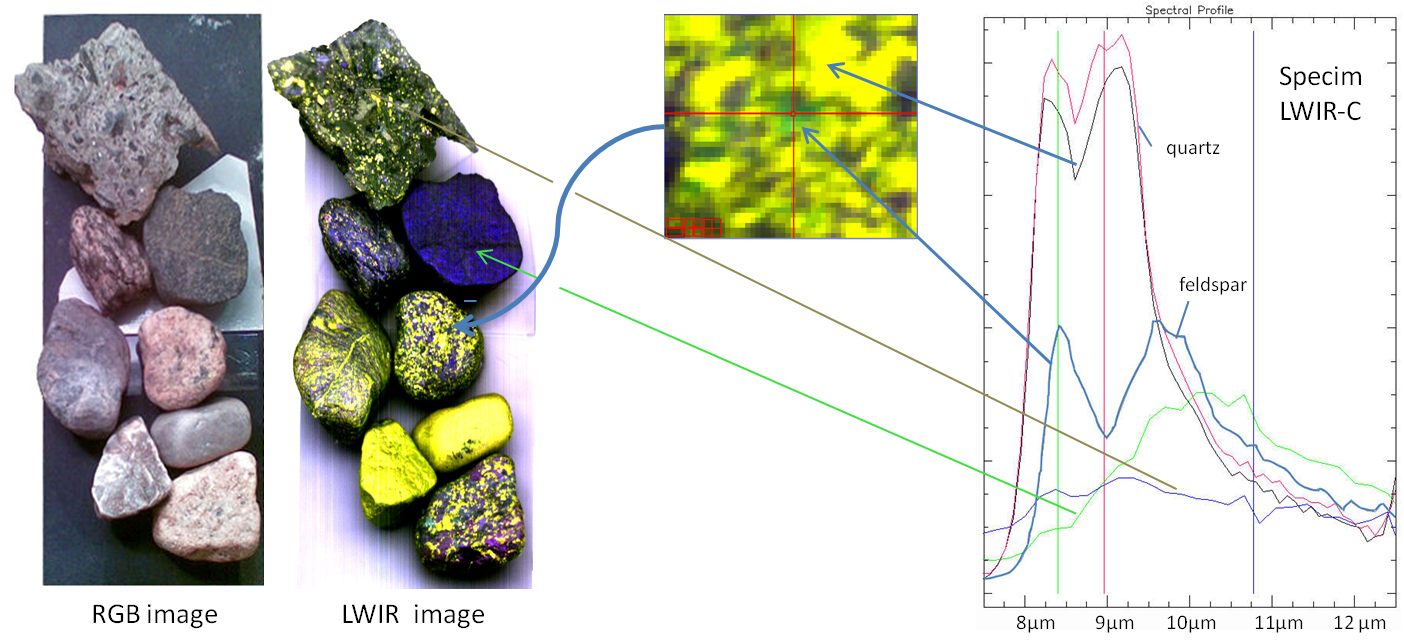
Набір каменів відсканованих за допомогою пристрою Specim LWIR-C, що має термальний інфрачервоний діапазон від 7.7 μм до 12.4 μм. Добре розпізнаються спектри кварцу і польового шпату.

Для геологічних зразків, таких як керни, можна досить швидко скласти мапу майже всіх мінералів, що мають комерційний інтерес, за допомогою гіперспектрального зображення. Поєднання спектральних зображень в діапазонах SWIR і LWIR є стандартом для виявлення мінералів у групах польового шпата, діоксида кремнію, кальцита, граната, і олівіна, оскільки ці мінерали мають самі розпізнавальні і найхарактерніші спектральні підписи в регіонах LWIR спектру.
Гіперспектральне дистанційне зондування мінералів є добре розвиненим методом. багато з мінералів можна ідентифікувати за повітряними знімками, і їх зв'язок із наявністю цінних мінералів, таких як золото та алмази вже добре вивчений. Нині, значний прогрес досягається у розумінні зв'язків між витоками нафти і газу із трубопроводів і природних свердловин, і їхнього впливу на рослинність та спектральні підписи. До останніх робіт відносяться кандидатські (PhD) дисертації Werff і Noomen.

### Сільське господарство

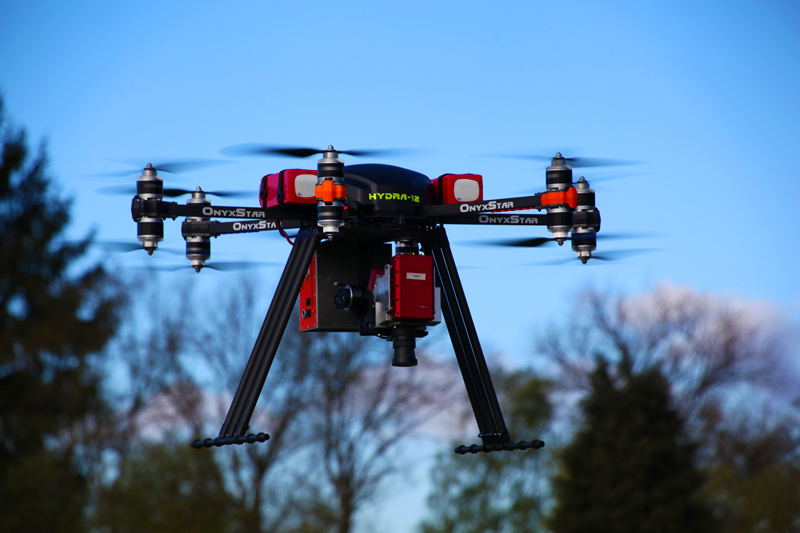
Гіперспектральна камера на БпЛА OnyxStar HYDRA-12

Вартість технологій для отримання гіперспектрального зображення зазвичай висока, але використання гіперспектрального дистанційного зондування для контролю за розвитком та здоров'ям сільськогосподарських культур збільшується. В Австралії, проводять роботу із використанням спектрометрів для визначення сортів винограду та розробку систему раннього попередження спалахів різних хвороб. Крім того, гіперспектральні дані використовують для виявлення хімічного складу рослин, що дає можливість виявляти поживні речовини і стан води в рослині в зрошуваних системах.
Ще одним застосування є виявлення тваринних білків у комбінованих кормах аби уникнути енцефалопатії великої рогатої худоби.

### Харчова промисловість

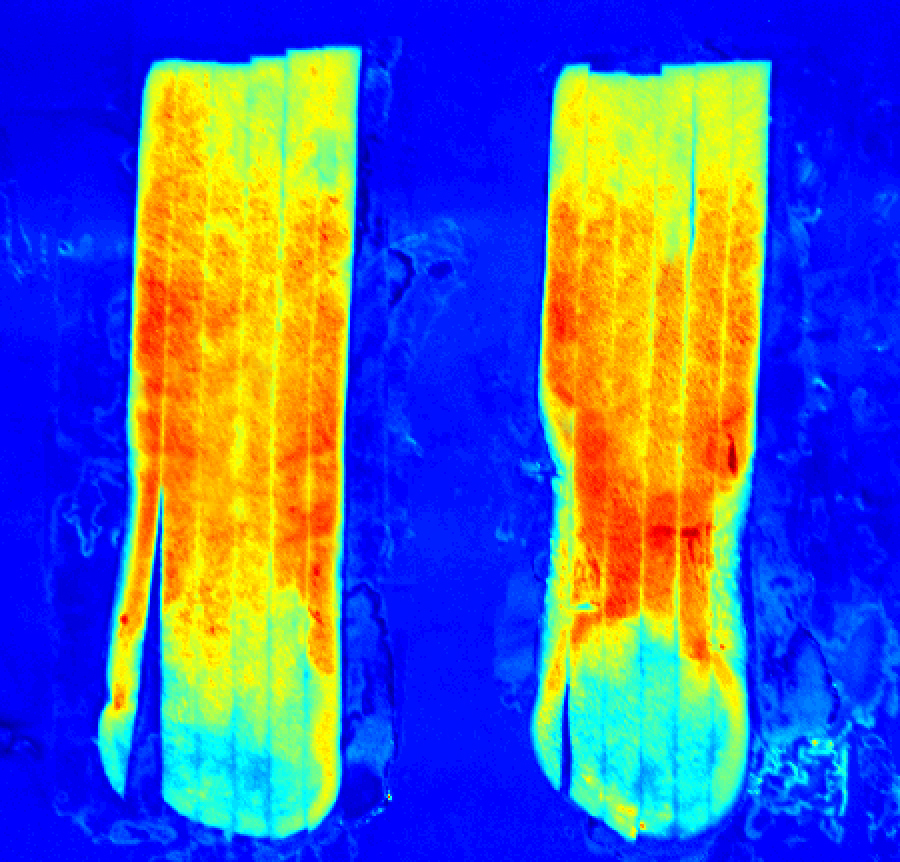
Гіперспектральне зображення смуг картоплі із «цукровими кінчиками» показує невидимі дефекти

В харчовій промисловості, гіперспектральні зображення, в поєднанні із програмним забезпеченням, дозволяють цифровим сортувальним машинам (що також називаються оптичними сортувальниками) знаходити і усувати дефекти і сторонні матеріали що є невидимими звичайним камерам і лазерним сортувальним машинам. Більш точне виявлення і видалення сторонніх матеріалів дозволяє підвищити якість продуктів і збільшити врожайність.

### Спостереження
Гіперспектральне сканування впроваджується і в область гіперспектрального спостереження. Гіперспектральні зображення особливо корисні для військового спостереження, що пов'язано з контрзаходами, які застосовують військові аби уникнути повітряного спостереження. Повітряне спостереження використовувалося французькими військовими за допомогою пришвартованих аеростатів з метою відслідковування за переміщенням сил ворога ще під час французьких революційних воєн, і з тих часів, військові навчилися маскуватися не лише від неозброєного ока, а також в тепловому спектрі, аби злитися з оточенням і уникнути сканування в інфрачервоному діапазоні. Основною ідеєю гіперспектрального спостереження є те, що таке гіперспектральне зображення несе в собі інформацію в межах широкої смуги світлового спектра, в якій будь-який об'єкт повинен мати унікальний спектральний підпис принаймні у якихось смугах із усіх що відскановані. Військові підрозділи морських котиків США (SEAL із NSWDG), які знищили Осама бен Ладена в травні 2011 року використовували цю технологію під час проведення рейду (операція «Спис Нептуна» — англ. Neptune's Spear) на схованку Осама бін Ладена в Абботтабаді, Пакистан.